# Versiegelte Lippen
Versiegelte Lippen ist ein schwedisch-deutsches Stummfilm-Liebesmelodram aus dem Jahre 1927. Unter der Regie von Gustaf Molander spielen die Schwedin Mona Mértenson und der Österreicher Fred Louis Lerch die Hauptrollen.

## Handlung
Die junge, zarte, brave Angela ist ein Waisenkind und wuchs bislang in einer norditalienischen Klosterschule auf. Jetzt, wo sie erwachsen ist, verlässt sie die schützenden Mauern und will ins Leben hinaustreten. Sie findet Unterschlupf bei ihrer herzlichen Tante Peppina. Stiefonkel Giambatista erweist sich als äußerst aufdringlich, und nur mit Mühe entgeht sie einer Vergewaltigung durch ihn. Angela entflieht der bedrohlichen Situation und findet Schutz bei dem jungen englischen Maler Frank Wood, einem gutaussehenden Jüngling, in den sich Angela verliebt. Doch Frank ist an seine gelähmte Ehefrau Marian gebunden, von der Angela nichts weiß. Dies wird der ziemlich lebensunkundigen Angela alles zu viel, und sie beschließt, hinter die schützenden Klostermauern zurückzukehren. Dort will sie sich nun auf ein lebenslanges Leben als Nonne vorbereiten.
Zwischen Giambatista und Frank kommt es wegen Angela zu einer handfesten Auseinandersetzung, die in einer Messerstecherei mündet. Dabei wird der Künstler verletzt. Angela entscheidet sich dazu, sich um Frank zu kümmern. Die gläubige Katholikin hat der Madonna versprochen, ihrer Leidenschaft zu Frank jedoch nicht nachzugeben. Der Maler verheimlicht ihr noch immer seine Ehe. Eines Tages, so hofft Angela, werde Pater Vincenzo sie beide trauen. Ohne ihre Pläne zu verraten, nimmt Angela Frank eines Tages zum Picknick mit. Die beiden sind ausgelassen wie noch nie zuvor und spielen Blindekuh. Dabei gelingt es Angela, den dank einer Augenbinde nichts sehenden Frank den ganzen Weg zum Altar zu führen! Nun endlich sieht sich Frank gezwungen, zuzugeben, dass er verheiratet ist … mit einer Frau, die seit einem Flugzeugabsturz vor einigen Jahren einen Rollstuhl nutzt. Jetzt entscheidet sich Angela endgültig zur Rückkehr ins Kloster.
Frank kehrt mit seiner Frau nach England zurück. Sie versuchen, ihrer gefährdeten Ehe neue Wärme und somit einen Sinn zu geben. Doch Marian bemerkt, dass Frank mit seinen Gedanken ständig bei der anderen Frau ist. Sie spürt, dass ihr Gatte nur noch aus Mitleid bleibt, und beschließt, das Heft des Handelns in die eigenen Hände zu nehmen. Als Frank eines Nachts in seinen Club geht, rollt Marian mit ihrem Rollstuhl mitten im Winter auf die Terrasse und verbringt dort die ganze Nacht. Der Selbstmordversuch auf Raten gelingt, Marian erfriert. Angela weiß nichts von diesen dramatischen Ereignissen, sie steht kurz vor dem Ablegen ihres Gelübdes. Eines Tages findet Klosterschwester Scolastica eine alte Wochenzeitung mit einem Bericht über eine Kunstausstellung. Dort wird erwähnt, dass der Künstler Frank Wood unlängst Witwer wurde. Scolastica zeigt das Blatt Angela. Die ältere Nonne weist sie darauf hin, dass die Kirche kein Interesse daran hat, dass Angela nur halbherzig zur Klosterschwester wird. Als Frank sie aufsucht und Angela bittet, mit ihm zu kommen, folgt sie ihm anstandslos.

## Produktionsnotizen
Versiegelte Lippen entstand im Sommer 1927 in Schweden sowie mit Außendrehs am Comer See und in Feltre (Italien) und wurde am 3. Oktober 1927 in mehreren schwedischen Lichtspieltheatern uraufgeführt. Die deutsche Premiere war nahezu zeitgleich am 7. Oktober im Berliner Marmorhaus.
Vilhelm Bryde entwarf die Filmbauten.

## Kritiken
Der schwedische Filmkritiker Arthur Nordén schrieb nach der Premiere 1927 in Stockholms-Tidningen: „Versiegelte Lippen ist inhaltlich ein gesättigter, gut konstruierter und in gewisser Weise ernst gemeinter und ergreifender Filmroman“. Weiters heißt es, Louis Lerch wisse „wirklich zu begeistern“, er spiele „die Rolle des jungen Malers mit einer starken und überzeugenden inneren Erfahrung“. Und er habe „ein dankbares Gesicht für die Filmkamera, vor allem der Blick ist tief und ausdrucksstark.“ Über die Russin Sandra Milowanoff, „die mit herzlicher und feiner Kunst die todkranke Frau des Malers porträtiert“, heißt es: „Das Gesicht mit den schweren Haaren, die ungewöhnlich sprechenden Augen und die schöne Stirn spielt mit Hilfe der Kamera ein völlig virtuoses Solo im Spektakel“.
Die Österreichische Film-Zeitung schrieb: „Das einfache klare Spiel der Mona Martensson [sic!] vermag ebenso wie das von Fred L. Lerch sehr gut zu gefallen. Die temperamentvolle dicke Stina Berg bestreitet den humoristischen Teil.“